# Miconia umbilicata
Miconia umbilicata là một loài thực vật có hoa trong họ Mua. Loài này được (Bertol.) Triana mô tả khoa học đầu tiên năm 1871.